# Deckengemälde von Westerwijtwerd und Woldendorp
In den Kirchen von Westerwijtwerd (Mitte des 13. Jahrhunderts) und Woldendorp (drittes Viertel des 13. Jahrhunderts) in den Groninger Ommelanden finden sich Deckengemälde mit der Abbildung eines Zweikampfes, über deren Bedeutung verschiedene Vermutungen kursieren. Diese reichen vom rituellen Zweikampf oder Gottesurteil bis zur symbolischen Darstellung des Kampfes zwischen Gut und Böse. Beide Bilder sind sich sowohl in der Aufstellung der Figuren als auch in der dargestellten Szene so ähnlich, dass es sich um ein und dasselbe Sujet handeln muss, das hier von verschiedenen Künstlern bearbeitet wurde.
Die unterschiedliche Haartracht und Bekleidung beiseitelassend, konzentrieren sich die Ausführungen auf die Bewaffnung und die Kampfszene.

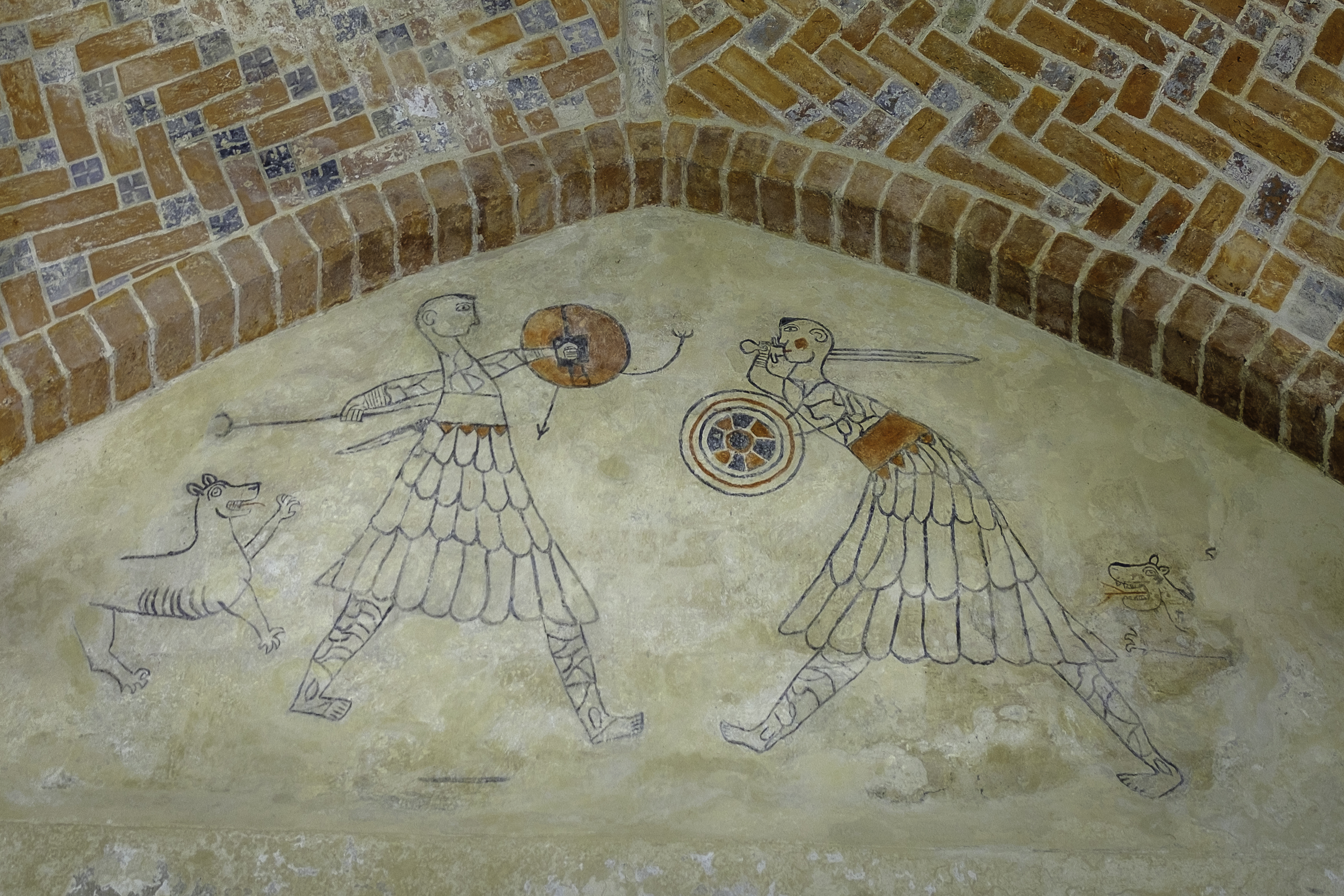
Kirche in Westerwijtwerd

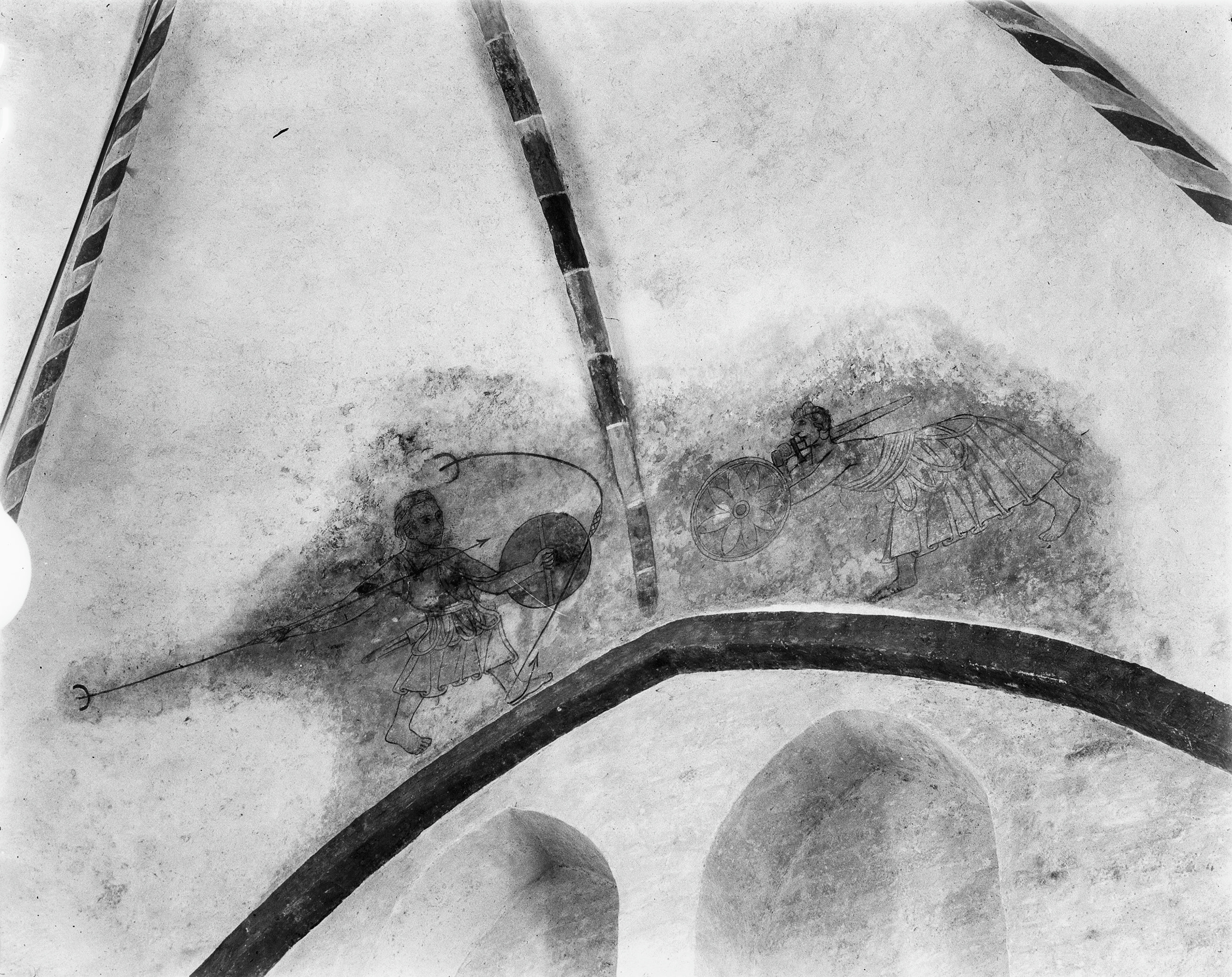
Kirche in Woldendorp

## Die Bewaffnung
Beide Kämpfer tragen Rundschild, Langschwert und eine Kletsie, den friesischen Sprungspeer. Die Kletsie ist eine Kombination aus überlangem Infanteriespieß und Kluvstock. Es handelt sich um einen Sprungstab mit einer Platte oder Gabel am unteren Ende, letztere, um beim Überspringen von Gräben (in der Art ähnlich der eines Stabhochspringers) nicht im Morast stecken zu bleiben, versehen mit einer Lanzenspitze am oberen Ende und einem verdickten Griffstück in der Mitte, wie sie u. a. auf dem Upstalsboom-Siegel zu sehen ist. Allerdings ist der abgebildete Spieß in beiden Fällen zu dünn, um als (hölzerner) Sprungstab dienen zu können.

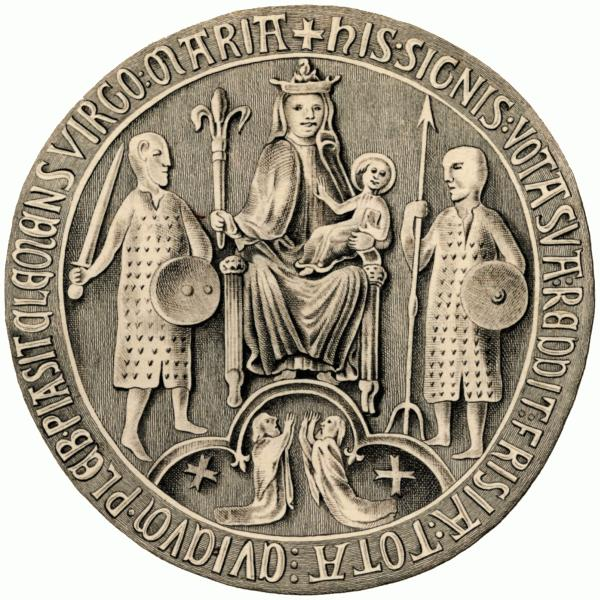
Siegel des Upstalsboom-Bundes

## Die Kampfszene
Die Szenerie zeigt zur Linken den ersten Kämpfer, wie er, den Rundschild in der Linken, in der Rechten den hocherhobenen Speer, zum Wurf auf seinen Gegner ansetzt. Dieser steht zur Rechten und hat seinen Spieß bereits verworfen. Er ist offensichtlich vom Schild des Ersten abgeprallt und liegt verbogen (nicht gesplittert!) am Boden. Der Krieger selbst hat sein Schwert gezogen und erwartet geduckt den gegnerischen Wurf.
Die hier dargestellte Szene kennt man aus der klassischen Literatur:

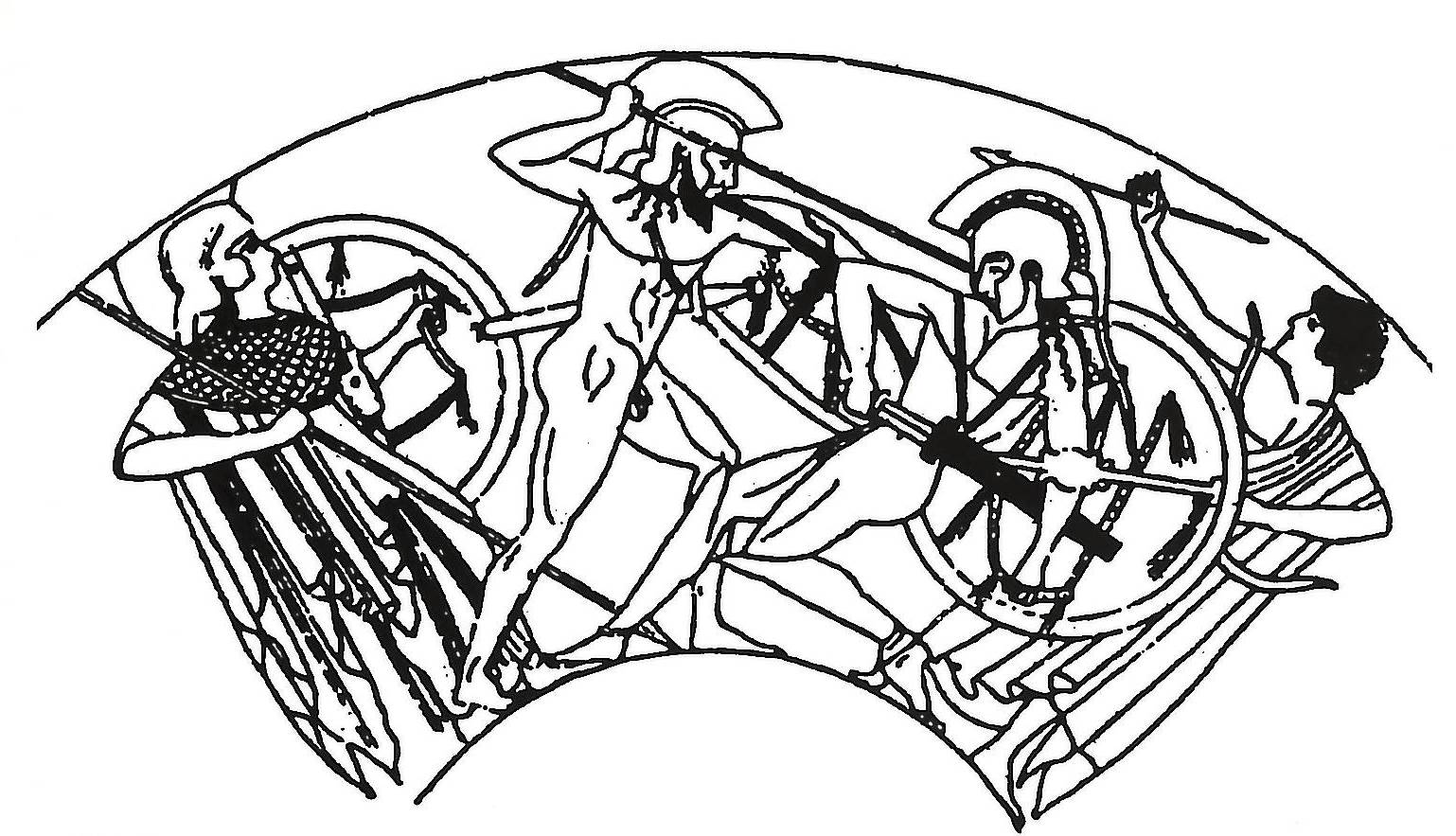
Der Zweikampf zwischen Achill und Hektor. In: Archäologisches Landesmuseum Baden-Württemberg et al. (Hrsg.): Troja. Traum und Wirklichkeit. Stuttgart 2001.

,,Sprach's, und im Schwung entsandt er die weithinschattende Lanze,
Traf und verfehlete nicht, gerad auf den Schild des Peleiden;
Doch weit prallte vom Schilde der Speer. Da zürnete Hektor.
[...]
Also redete jener und zog das geschliffene Schwert aus,
Welches ihm längs der Hüfte herabhing, groß und gewaltig.
[...]
Also stürmete Hektor, das hauende Schwert in der Rechten.
Gegen ihn drang der Peleid, und Wut erfüllte das Herz ihm
Ungestüm. Er streckte der Brust den geründeten Schild vor.
[...]
So von der Schärfe des Speers auch strahlet' es, welchen Achilleus
Schwenkt' in der rechten Hand, wutvoll dem göttlichen Hektor,
Spähend den schönen Leib, wo die Wund am leichtesten hafte." 
Der Betrachter wird  Zeuge des entscheidenden Augenblicks von Hektors tödlichem Zweikampf gegen Achill vor den Mauern Trojas, wie ihn Homer im XXII. Gesang der Ilias schildert und wie er über die Jahrhunderte im griechisch-römischen Kulturraum vielfach dargestellt wurde.

## Der Spieß
Wiewohl es sich bei den dargestellten Spießen offensichtlich um Kletsien handelt, ist der Schaft der abgebildeten Waffe einerseits zu dünn für einen hölzernen Sprungstab, andererseits ist der verworfene Speer nicht gesplittert, wie es bei Holz der Fall gewesen wäre, sondern verbogen, also aus Metall. Aus der römischen Kaiserzeit kennen wir einen eisernen Wurfspieß, der sich im Schild des Gegners verhaken und verformen sollte, um den Kämpfer im Gebrauch des Schildes zu behindern: das Pilum. Dieses war im Mittelalter, zur Entstehungszeit der Deckengemälde, bereits seit Jahrhunderten außer Gebrauch; es mögen sich aber Abbildungen erhalten haben, in denen der römische Künstler dem Hektor und Achill ein Pilum in die Hand gab, einfach deshalb, weil er keine andere Art von Wurfspieß kannte. So haben dann später wohl auch die friesischen Kirchenmaler die Vorgabe, eine verbogene Lanze darzustellen, mit dem Bild der Kletsie verschmolzen ‒ sie kannten keinen anderen Speer. Es trägt auch die Lanze, die ein in der Kirche von Den Andel (Groninger Ommelande) dargestellter Ritter zu Pferde eingelegt hat, das typische gabelförmige Ende der Kletsie, was bei einer Reiterlanze keinen Sinn ergibt.

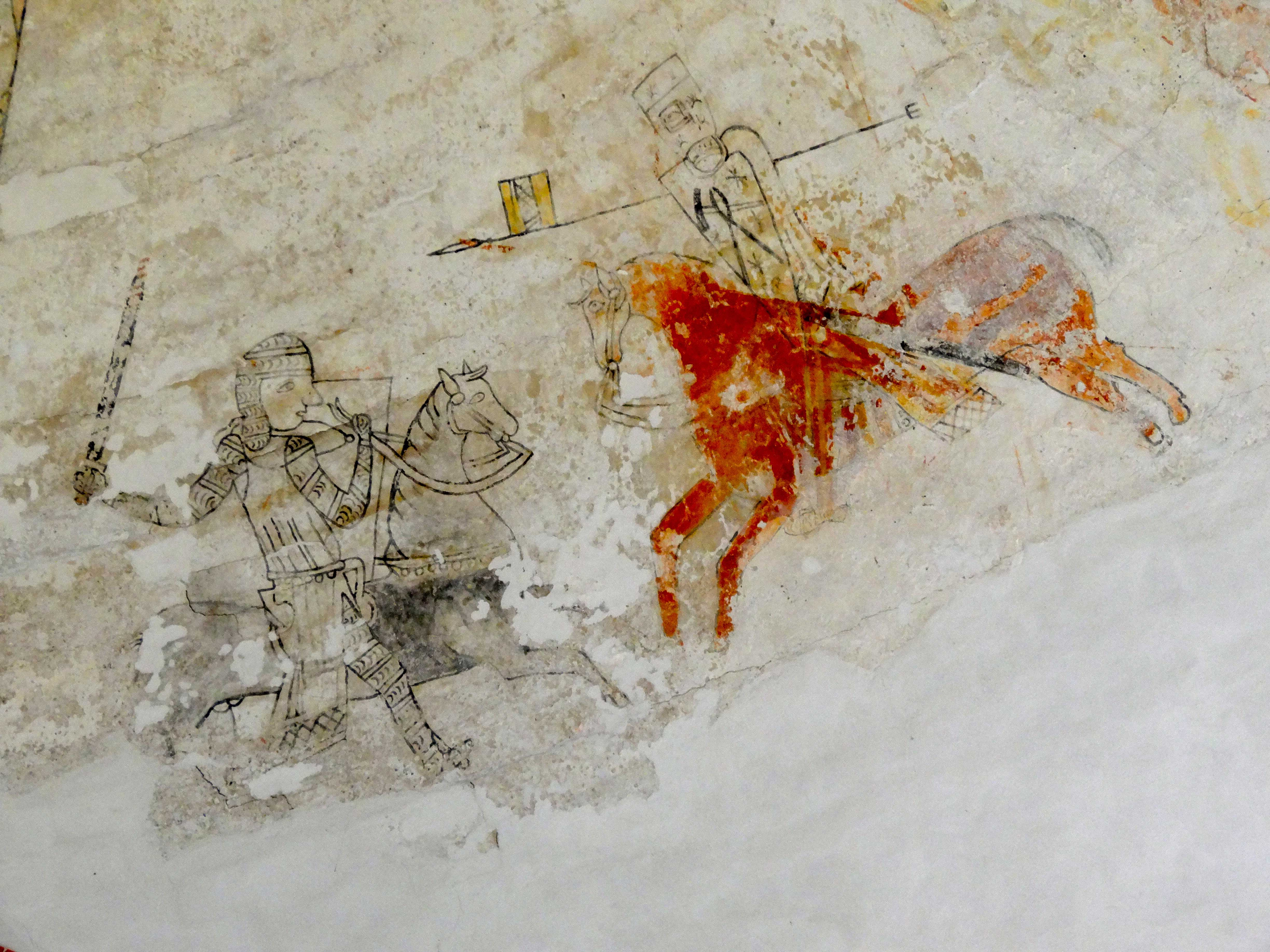
Kirche in Den Andel

So verformte sich Homers weithinschattende Lanze im Laufe von über 2000 Jahren kultureller Transformation erst zum Pilum und schließlich zur Kletsie.

## Conclusio
Der Mythos Troja durchzieht seit dem Altertum die europäische Geschichte. So haben im Mittelalter nicht nur verschiedenste Herrscherhäuser ihre Abkunft von den aus dem brennenden Troja geflüchteten Helden zu belegen versucht; auch Eggerik Beninga zitiert in seiner Cronica der Fresen Sebastianus Franck, welcher die Herkunft der Friesen (irrtümlich) von den Troern herleitet.
Wir wissen nicht, wer, ob als Kreuzfahrer oder Kaufmann, ob zu Wasser oder zu Lande, den Weg vom Mittelmeer zur Nordsee zurückgelegt hat, aber er trug die Faszination des heroischen Kampfes um Troja bis in die friesischen Lande, dieselbe Faszination, die Heinrich Schliemann schließlich, wiederum Jahrhunderte später, zu den Ruinen des Hügels Hisarlik führen sollte.